# SN 2003hu
SN 2003hu – supernowa typu Ia odkryta 6 września 2003 roku w galaktyce A191131+7753. W momencie odkrycia miała maksymalną jasność 18,00m.